# Émile Eddé

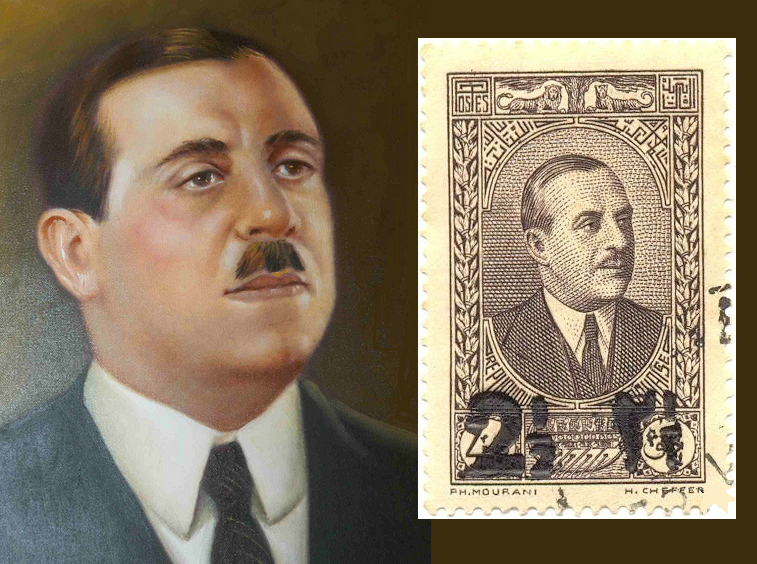
Émile Eddé auf einer libanesischen Briefmarke

Émile Eddé (arabisch إميل أده; * 5. Mai 1884 in Damaskus; † 28. September 1949) war ein libanesischer Politiker maronitischen Glaubens.

## Leben
Eddés Vater war Dragoman des französischen Konsuls in Damaskus. Er studierte in Aix-en-Provence Jura und arbeitete später als Rechtsanwalt in Beirut, wo er die bedeutendste Kanzlei der Stadt betrieb. Béchara el-Khoury wurde ihr Mitarbeiter. Seit 1912 war Eddé mit Lodi Sursock verheiratet, die aus einer der reichsten Familien des Libanon stammte. Im Ersten Weltkrieg verbrachte er mehrere Jahre in Alexandria im Exil. In Abwesenheit wurde gegen ihn ein  Todesurteil gesprochen.
Eddé einer der Mitbegründer der Légion d’Orient der französischen Armee. Er war vom 11. Oktober 1929 bis zum 25. März 1930 Premierminister des unter französischem Völkerbundmandat stehenden Libanon und gründete im Jahr 1936 die libanesische Partei Bloc National. Er war von 1936 bis 1941 Präsident des Landes und demissionierte aufgrund der Politik der Vichy-Regierung. Am 22. November 1943 war er für einen Tag wieder amtierendes Staatsoberhaupt des Landes.
Auch seine Söhne Raymond Eddé (1913–2000) und Pierre Eddé (1921–1997) waren Politiker.